# Meddelelser om Grønland
Meddelelser om Grønland ("Comunicaciones sobre Groenlandia") fue una revista científica periódica ideado por la Comisión de Investigaciones Científicas en Groenlandia. Fue fundada por Frederik Johnstrup, y se publicó de 1879 a 1979; y desde esa fecha ha continuado como MoG Bioscience, MoG Geoscience, y MoG Man & society, todos en inglés.
Los artículos se escriben en danés, alemán, inglés, francés.